# Davidsonia johnsonii
Davidsonia johnsonii är en tvåhjärtbladig växtart som beskrevs av J. B. Williams & G. J. Harden. Davidsonia johnsonii ingår i släktet Davidsonia och familjen Cunoniaceae. Inga underarter finns listade i Catalogue of Life.